# Droga wojewódzka 297
Die Droga wojewódzka 297 ist eine Woiwodschaftsstraße in den polnischen Woiwodschaften Lebus und Niederschlesien. Die Straße beginnt in Nowa Sól (Neusalz an der Oder) und verläuft über Bolesławiec (Bunzlau) und Lwówek Śląski (Löwenberg in Schlesien) nach Pasiecznik (Spiller), wo sie sich mit der Droga krajowa 30 trifft. In ihrem Verlauf trifft die Straße zudem auf die Droga ekspresowa S3, die Droga wojewódzka 283, die Droga wojewódzka 293, die Droga krajowa 12, die Autostrada A18, die die Autostrada A4, die Droga krajowa 94, die Droga wojewódzka 363 und die Droga wojewódzka 364. Die DW 297 hat eine Gesamtlänge von 110 Kilometern. Die Straße entspricht weitestgehend dem Verlauf der ehemaligen Reichsstraße 152.